# Королівка (станція)
Королі́вка — проміжна залізнична станція Знам'янської дирекції Одеської залізниці на електрифікованій лінії Користівка — Яковлівка між станціями Олександрія (16 км) та Щаслива (12 км). Розташована в однойменному селі Олександрійського району Кіровоградської області.

## Історія
Станцію Королівка відкрито 1901 року. 
У 1962 році станція електрифікована змінним струмом (~25 кВ) в складі дільниці Знам'янка — П'ятихатки.

## Пасажирське сполучення
На станції Королівка зупиняється лише одна пара приміських поїздів:
| Рух приміських поїздів по станції Королівка |                        |                          |
| №                                           | Маршрут сполучення     | Періодичність курсування |
| 6001                                        | П'ятихатки — Знам'янка | Щоденно                  |
| 6002                                        | Знам'янка — П'ятихатки | Щоденно                  |